# Gilberto I de Gévaudan
Gilberto I de Gévaudan (Millau, Languedoc 1055 — 1111) foi Senhor de Millau e de Gévaudan e Conde consorte da Provença entre 1073 e 1107.  

## Biografia
Morreu por assassínio em 1111, sendo já na altura visconde de Millau e Lodève e Conde de Gevaudan e, pelo casamento, Conde de Provença. 
Compartilhou o título de seus pais e seu irmão Ricardo de de Rodez (? - 1135). Recebeu por herança os territórios de  Millau e Lodève, enquanto o seu irmão e recebeu o território de Carlat Rodez. Foi às terras de Gevaudan, que foi buscar por vias do casamento o título de Conde de Gevaudan.
Em 1096, por ocasião da refundação da Igreja de Toulon,Gilberto I  prevê a criação de um mosteiro nas ilhas Stoechades, arquipélago de três ilhas que a sul de Hyères. Após o seu assassinato, ocorrido em 1111, foi a sua filha Doulce de Gévaudan, que o sucedeu.

## Relações familiares
Foi filho de Berengário II de Millau (1030 — 1080) foi Visconde da cidade francesa de Millau e de Inês de Carlat, filha de Gilberto II de Carlat e de Nobilie de Lodève. Casou em 1073 com Gerberga da Provença, Condessa de Arles, filha de Godofredo I da Provença e de Estefânia de Marselha de quem teve:
1. Dulce I da Provença (1090 - 1130), condessa da Provença  casada em 1112 com Raimundo Berengário III de Barcelona.
2. Estefânia de Gévaudan casada com Raimundo Raimbaldo I de Baux.
3. Sibila de Gévaudan casada com Guido III Sévérac[1].